# Dante (piłkarz)
Dante Bonfim Costa Santos (ur. 18 października 1983 w Salvadorze) – brazylijski piłkarz występujący na pozycji obrońcy we francuskim klubie OGC Nice. W latach 2013–2014 reprezentant Brazylii.

## Kariera klubowa
Dante Bonfim Costa jako junior trenował kolejno w takich klubach jak Associaço Esportiva Catuense, Galícia EC oraz Capivariano FC. Zawodową karierę rozpoczynał jednak w 2002 roku w EC Juventude. Tam początkowo pełnił rolę rezerwowego i występował na pozycji pomocnika, jednak trener Ricardo Gomes z czasem wystawiał go do gry coraz częściej. Dante zaczął grywać na pozycji obrońcy, gdzie wciąż czynił spore postępy. W 2004 roku Brazylijczyk wyjechał jednak z kraju i na zasadzie wypożyczenia trafił do francuskiego Lille OSC. W nowym klubie początkowo zupełnie zawodził, jednak Claude Puel zdając sobie sprawę z jego potencjału chciał go utrzymać w drużynie. Dante podpisał z Lille czteroletni kontrakt, a o miejsce w składzie na lewej obronie musiał rywalizować z Grégorym Tafforeau i Milivoje Vitakićem. W sezonie 2004/2005 sięgnął z Lille po tytuł wicemistrza kraju, ale sam przez półtora roku gry dla ekipy "Les Dogues" wziął udział tylko w dwunastu pojedynkach Ligue 1. W styczniu 2006 roku Dante przeniósł się do Sportingu Charleroi. W belgijskiej drużynie wywalczył sobie miejsce w wyjściowym składzie i po zakończeniu ligowych rozgrywek zaczęło mówić się o jego powrocie do Lille. Brazylijski obrońca pozostał jednak w Charleroi, a z klubu odszedł dopiero w 2007 roku do Standardu Liège. W jego barwach zadebiutował 5 sierpnia w wygranym 4:1 wyjazdowym pojedynku przeciwko SV Zulte-Waregem. Zespół z Liège zdobył pierwsze od 25 lat mistrzostwo Belgii, a w 34 spotkaniach stracił zaledwie dziewiętnaście bramek. Spory udział w tym sukcesie miał właśnie Dante, który bez problemów wywalczył sobie miejsce w podstawowej jedenastce na lewej stronie defensywy i przez cały sezon rozegrał 33 mecze. 25 grudnia 2008 roku Brazylijczyk podpisał kontrakt z Borussią Mönchengladbach, która zapłaciła za niego dwa i pół miliona euro. Przed sezonem 2012-2013 dołączył do Bayernu Monachium za około 4,7 miliona euro. W nowym klubie zadebiutował w wygranym 2:1 meczu o Superpuchar Niemiec przeciwko Borussii Dortmund. W lidze po raz pierwszy wystąpił w wygranym 3:0 meczu z SpVgg Greuther Fürth. W Bayernie wystąpił w 132 meczach (licząc wszystkie rozgrywki) i zdobył 5 bramek. W 2015 roku przeszedł do ówczesnego wicemistrza Niemiec VfL Wolfsburg.

## Kariera reprezentacyjna
W reprezentacji Brazylii zadebiutował 6 lutego 2013 w przegranym 1-2 meczu przeciwko Anglii (zagrał 90 minut).

## Sukcesy
Standard Liège
- Mistrzostwo Belgii: 2007/08

Bayern Monachium
- Mistrzostwo Niemiec: 2012/13, 2013/14, 2014/15
- Puchar Niemiec: 2012/13, 2013/14
- Superpuchar Niemiec: 2012
- Liga Mistrzów UEFA: 2012/13
- Superpuchar Europy: 2013
- Klubowe mistrzostwa świata: 2013